# Temple protestant de Chaillevette
Le temple protestant de Chaillevette est un lieu de culte situé rue de la Brousse, à Chaillevette, Charente-Maritime. Il est une des composantes de la paroisse des îles de Saintonge, qui couvre une partie de la presqu'île d'Arvert, l'île d'Oléron et les environs de Marennes. La paroisse est rattachée à l'Église protestante unie de France.
Édifié de 1858 à 1865, cet édifice éclectique aux influences néo-romanes et néo-classiques est l’œuvre de l’architecte parisien Léon Jossier, auteur de plusieurs temples dans la région, parmi lesquels le curieux octogone de Saint-Sulpice-de-Royan et le temple d’Étaules, à seulement quelques kilomètres de celui de Chaillevette. Sa façade accueille un portail d’inspiration antique doté d’un tympan orné d’une bible ouverte, sur le modèle des temples d’Étaules et de Médis, sur laquelle est inscrit : « Le Christ est ma vie » (Philippiens 1:21).

## Situation
Le temple est situé au lieu-dit la Brousse  (rue de la Brousse), sur les hauteurs de la commune, près du Maine-Auriou, du Maine-Bélac et des Chassagnères, à mi-chemin des quartiers de Chassagne et des Singles (dans la commune d'Étaules toute proche) et de Paterre et du Jadeau (commune de Chaillevette), sur l'axe principal sud-ouest/nord-est descendant vers Chaillevette-Bourg et Chatressac. 
Le culte y est célébré ponctuellement, en alternance avec les autres temples du secteur. En dehors de cet horaire, le temple n’est qu’exceptionnellement ouvert à la visite. 

## Histoire
Comme nombre de régions littorales, la presqu'île d'Arvert est touchée très tôt par la Réforme portée par des prêtres en rupture de ban soucieux de revenir aux vraies valeurs de l’évangile, mais surtout par les nombreux marins et marchands originaires d’Europe du Nord faisant halte dans les ports des environs et propageant les idées nouvelles qui traversent leurs pays. 
Le moine Nicole Courcel vient s'installer en Arvert en 1544. Ses prédications obtiennent un certain succès, ce qui lui vaut d'être rapidement arrêté. Sommé de revenir sur ses prises de positions, il refuse et est condamné à mort. Il est finalement brûlé vif deux ans plus tard, en 1546. En 1554, frère Philibert Hamelin, envoyé en mission évangélique, réorganise les communautés protestantes en Arvert et en Oléron. Son succès est tel que peu de temps après, il doit demander à Genève qu'on lui envoie du renfort. En 1557, Hamelin est mis à mort à son tour; mais en dépit des persécutions, la région est désormais largement conquise à la foi nouvelle. 
Les guerres de Religion frappent durement la région, et des exactions touchent les deux communautés, dans une proportion qu’il reste difficile de quantifier, sinon à travers quelques récits et les traces de destructions, notamment d’églises. L'église Saint-Pierre de Chaillevette est ainsi détruite en 1556. La promulgation de l’édit de Nantes apporte un répit, mais celui-ci est de courte durée, certains Religionnaires ne cachant plus leurs prétentions à ériger une véritable république indépendante autour de La Rochelle et de certaines places de sûreté comme Royan. Le roi Louis XIII vient en personne pacifier la région, au prix de nombreux morts, notamment lors du siège de La Rochelle. En parallèle, une énergique politique de Contre-Réforme se traduit par de nombreuses tracasseries et vexations pour ceux de la « Religion prétendue réformée ». Des temples sont détruits et les Dragons sont chargés de ramener par la force les « égarés » à la foi catholique. En 1640, le culte est interdit en Arvert, même s'il est en réalité largement « toléré » par des autorités locales qui choisissent le plus souvent de fermer les yeux pour éviter la dépopulation et la ruine économique. 
En 1685, l’édit de Fontainebleau concrétise cet état de fait et les Protestants du Pays d’Arvert qui n’ont pas fui par les ports de la Seudre entrent dans la clandestinité : c’est le temps du Désert. Cette époque voit alterner périodes de persécutions, de vexations ou de relative tolérance. Vers la deuxième moitié du XVIIIe siècle, on érige la maison d’oraison de Paterre, où les fidèles peuvent « venir à dévotion ». Construite à moindre frais, elle est devenue vétuste au début du XIXe siècle, et la municipalité envisage vite son remplacement. En 1853, le principe est acté et une étude préalable est confiée à M. Arnaud, architecte de l’arrondissement de Marennes (dont dépend alors Chaillevette). Les propositions de celui-ci ne sont pas acceptées, la municipalité jugeant le projet inadapté aux besoins d’une commune alors à large majorité (aux 2/3) protestante. 
En 1856, un second projet est présenté et est finalement accepté, à charge pour la commune de récolter les 16 600 F nécessaires sous forme d’emprunt, de souscription et de revente des matériaux de la maison d’oraison de Paterre, promise à la démolition. Un paroissien propose de prêter une salle de sa vinaigrerie du port de Chatressac pour répondre aux besoins du culte pendant la durée des travaux. En 1857, c’est finalement l’architecte parisien Léon Jossier, qui vient de se distinguer avec la construction du très original temple de Saint-Sulpice-de-Royan (et qui sera chargé de construire dans la foulée le temple de la ville voisine d’Étaules, de facture plus classique), qui prend en charge le projet. Un terrain est acheté au lieu-dit « la Brousse », sur les hauteurs de la commune et la première pierre est posée le 5 juillet 1858. Un nouvel emprunt de 3981 F s’avère nécessaire et le gros-œuvre est achevé en quelques mois. Le 1er mars 1860, le temple est dédicacé en présence des autorités civiles et religieuses et ouvert au culte. Un devis supplémentaire de 3377 F vient s’ajouter aux frais engagés, auxquels s’ajoutent 100 F pour la réparation de la chaire du temple de Paterre, qui vient prendre place dans le nouveau temple. En mai 1865, les dernières finitions (achèvement des murs de clôture) marquent la fin des travaux.

## Description
D'une grande sobriété, le temple protestant de Chaillevette se distingue cependant par sa monumentalité. Il est ainsi le plus haut du Royannais (dépassant de peu celui de Saint-Sulpice-de-Royan). Empruntant son vocabulaire stylistique au style roman et au néo-classicisme, il affecte une forme rectangulaire commune à la quasi-totalité des temples de la région. Il forme ainsi une nef de cinq travées marquées sur les murs extérieurs par une série de pilastres d'ordre toscan, entre lesquels prennent place des baies en plein cintre encadrées par des colonnettes à chapiteaux ornés de feuilles d'acanthe, dans la plus pure tradition médiévale. 
La façade, divisée en trois registres horizontaux, accueille un vaste portail d'inspiration antique rappelant ceux d'Étaules et de Médis. Le tympan est orné d'une bible en pierre sculptée où est gravé : « Christ est ma vie ». L'intérieur, lumineux et très dépouillé, a été rénové au début des années 1980. Le mur du chevet, dont les pierres apparentes proviennent en partie de l'ancien temple de Paterre, met en valeur une chaire en bois provenant également de cette ancienne maison d'oraison.